# エンハンストゲームズ
エンハンストゲームズ（英：Enhanced Games）は豪の実業家アーロン・デスーザの提唱で2026年初開催予定の競技会。

## 背景
本大会は薬物の使用に関する国際競技連盟のルールを無視して開催され、第1回は米ラスベガスで開催予定。主に陸上競泳短距離種目や重量挙げが実施予定。一方でWADAやIOCなどは非難している。

## 日程

### 第1回
アメリカ合衆国ネバダ州ラスベガスにあるリゾート・ワールド・ラスベガスで2026年5月21日から5月24日まで開催される。種目は以下の通り。
- 陸上競技 : 100メートル競走、100メートルハードル、110メートルハードル。
- 競泳 : 50メートル自由形、100メートル自由形、50メートルバタフライ、100メートルバタフライ。
- 重量挙げ : スナッチ、クリーン&ジャーク